# Minden jót
A Minden jót a Tankcsapda 2009-ben megjelent tizenegyedik stúdióalbuma.

## Az album dalai
| 1.    | Csapda vagyunk            | 4:17 |
| 2.    | Minden jót                | 2:23 |
| 3.    | Kóla, jég és whiskey      | 4:36 |
| 4.    | Nézz szét belül           | 4:22 |
| 5.    | Keverék                   | 3:48 |
| 6.    | Lax - Jön majd egy gép    | 4:23 |
| 7.    | Köszönet doktor           | 3:38 |
| 8.    | Mindentől távol           | 4:11 |
| 9.    | Új nap vár                | 4:37 |
| 10.   | Nincs fék (nincs félelem) | 3:41 |
| 11.   | Mire vagy kíváncsi?       | 4:41 |
| 12.   | Lazán csak...             | 4:33 |
| 49:10 |                           |      |

## Közreműködők
- Lukács László – basszusgitár, ének
- Molnár "Cseresznye" Levente – gitár, vokál
- Fejes Tamás – dobok

## Helyezések

### Albumlisták
| Lista (2009)                            | Helyezés |
| --------------------------------------- | -------- |
| Magyarország (MAHASZ Top 40 albumlista) | 1        |

### Eladási minősítések
| Ország       | Eladási minősítés (2010) | Példányszám |
| ------------ | ------------------------ | ----------- |
| Magyarország | platina                  | 10.000+     |